# گارد ساحلی ژاپن

پرچم گارد ساحلی ژاپن

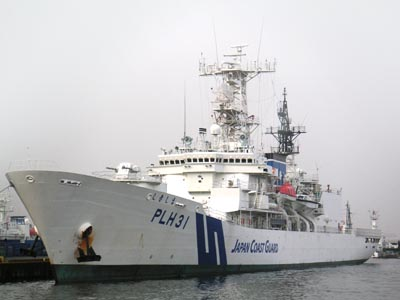
کشتی شیکیشیما (پی‌ال‌اچ ۳۱) بزرگترین کشتی گشتی جهان است.

گارد ساحلی ژاپن (به ژاپنی: 海上保安庁، کایجو هوآن‌چو) با حدود ۱۲۰۰۰ نیرو تحت نظر وزارت زیرساخت‌ها، حمل‌ونقل و گردشگری فعالیت می کند و مسئول محافظت از خط ساحلی ژاپن است. این سازمان در ۱۹۴۸ میلادی ایجاد شد.

## نگاه کلی
وظیفه گارد ساحلی ژاپن، حفظ امنیت و ایمنی دریاست. این وظیفه از طریق خدمات زیر انجام می‌شود:
- گشت دریایی - در گشت در حوزه دریایی ژاپن و منطقه احصاری اقتصادی (EZZ). گشت در فاصله ۱۲ تا ۲۰۰ مایلی از ساحل انجام می‌شود که مساحتی تقریبی ۴،۴۷۰،۰۰۰ کیلومترمربع را شامل می‌شود[۱]. 
  - مقابله با قاچاق و مهاجرت غیرقانونی
  - مقابله با دزدی دریایی
  - مقابله با تروریسم
  - حفظ امنیت در درگیری‌های دریایی
  - پاییدن عملیات‌های غیرقانونی ماهیگیران خارجی
  - عمل متقابل علیه کشتی‌های جاسوسی یا مشکوک
  - مقابله با اعمال غیرقانونی گروه‌های تحقیقاتی خارجی
  - گشت و مراقبت از آب‌های نزدیک جزایر سن‌کاکو، تاکه‌شیما و مناطق شمالی.
- عملیات امداد و نجات
- بررسی تغییرات آب و اقیانوس
- مدیریت ترافیک دریایی

## سازمان

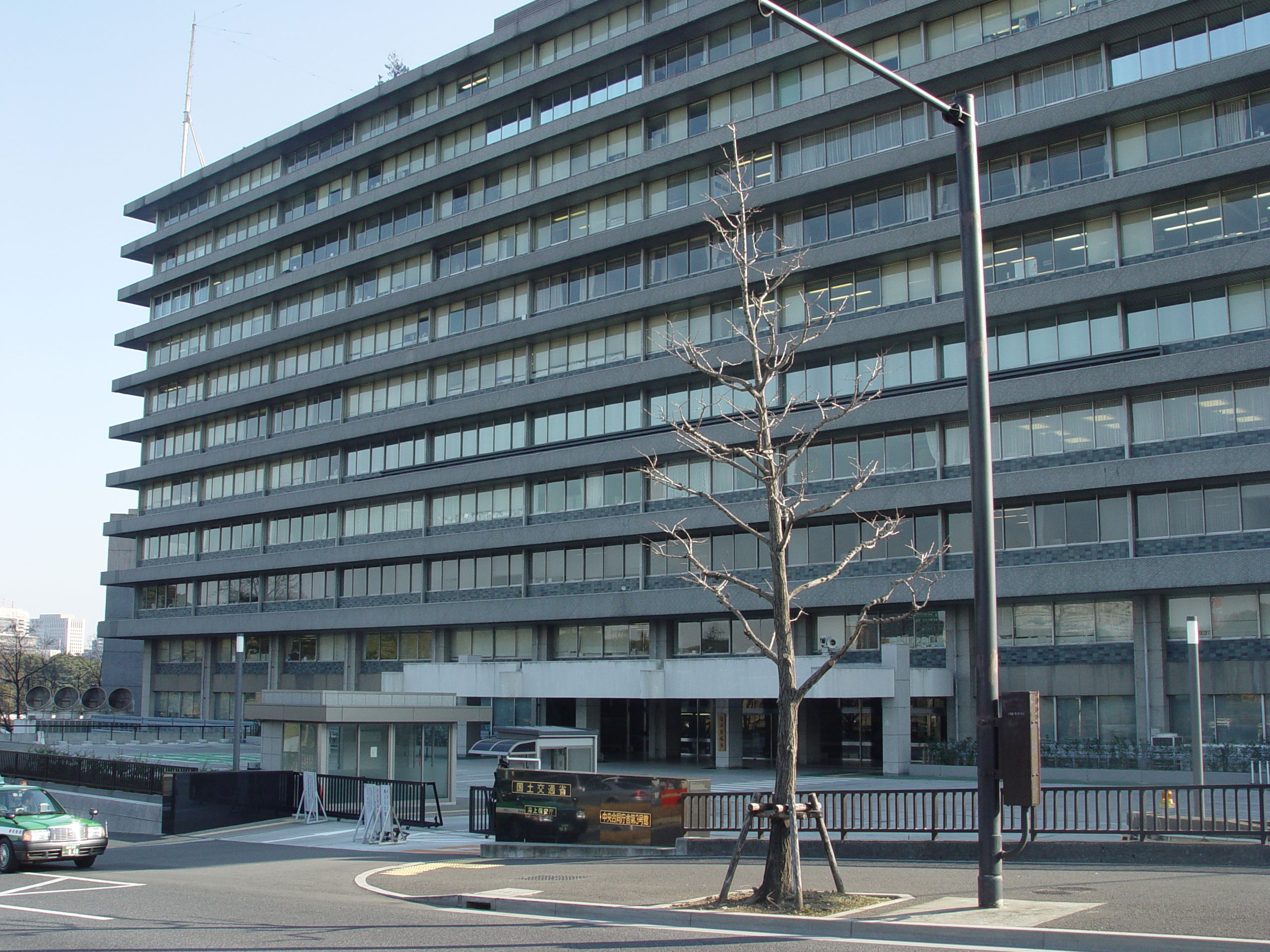
ساختمان اصلی وزارت زیرساخت و حمل‌ونقل و گردشگری در کاسومیگاسکی، مکانی که فرماندهی گارد ساحلی در آن قرار دارد.

### ریاست ملی
گارد ساحلی ژاپن بدست فرمانده هیرویاسو سوزوکی و دو معاون فرمانده اداره می‌شود. رده‌های پایینی شامل ژنرال‌های اداره‌کننده، اداره‌کنندگان و ژنرال‌های بازرس است.
سازمان (در آوریل ۲۰۰۹)
- فرمانده
- فرمانده معاون
- فرمانده معاون عملیات
- ژنرال بازرس اداری
- بخش اداری
- مرکز تحقیقات گارد ساحلی
- بخش تکنولوژی و تجهیزات
- بخش آب‌شناسی و اقیانوس‌شناسی
- بخش ترافیک دریایی
- آکادمی گارد ساحلی
- مدرسه گارد ساحلی (میزورو)
- مدرسه شاخه موجی (کیتاکیوشو)
- مدرسه شاخه میاگی (ایوانوما)

تحصیل در آکادمی گارد ساحلی در کوره، هیروشیما، ۴ سال به طول می‌انجامد و برای تربیت افسران گارد ساحلی ایجاد شده‌است. هر سال حدود ۴۰ افسر با تحصیلات کارشناسی از این دانشگاه فارغ‌التحصیل می‌شوند.
گارد ساحلی ژاپن دارای دو واحد نیروی ویژه است:
- تیم ویژه امنیت (SST) (به ژاپنی: 特殊警備隊)
- تیم ویژه امداد (SRT)(به ژاپنی: 特殊救難隊)

## مناطق عملیاتی

نقشه بخش‌های یازده‌گانه گارد ساحلی ژاپن

با مرکزیت توکیو، ژاپن به ۱۱ منطقه عملیاتی گارد ساحلی تقسیم شده‌است. هر منطقه شامل داشتن ریاست و چندین دفتر، ایستگاه، ایستگاه هوایی، آب‌شناسی و مراکز خدمات ترافیک دریای است.
- منطقه اول فرماندهی گارد ساحلی: اوتارو، هوکایدو
- منطقه دوم فرماندهی گارد ساحلی: شیئوگاما، میاگی
- منطقه سوم فرماندهی گارد ساحلی: یوکوهاما
- منطقه چهارم فرماندهی گارد ساحلی: ناگویا، آیچی
- منطقه پنجم فرماندهی گارد ساحلی: کوبه
- منطقه ششم فرماندهی گارد ساحلی: هیروشیما
- منطقه هفتم فرماندهی گارد ساحلی: کیتاکیوشو، فوکوئوکا
- منطقه هشتم فرماندهی گارد ساحلی: مایزورو، کیوتو
- منطقه نهم فرماندهی گارد ساحلی: نیگاتا
- منطقه دهم فرماندهی گارد ساحلی: ناها، اوکیناوا
- منطقه یازدهم فرماندهی گارد ساحلی: کاگوشیما

## تجهیزات اصلی

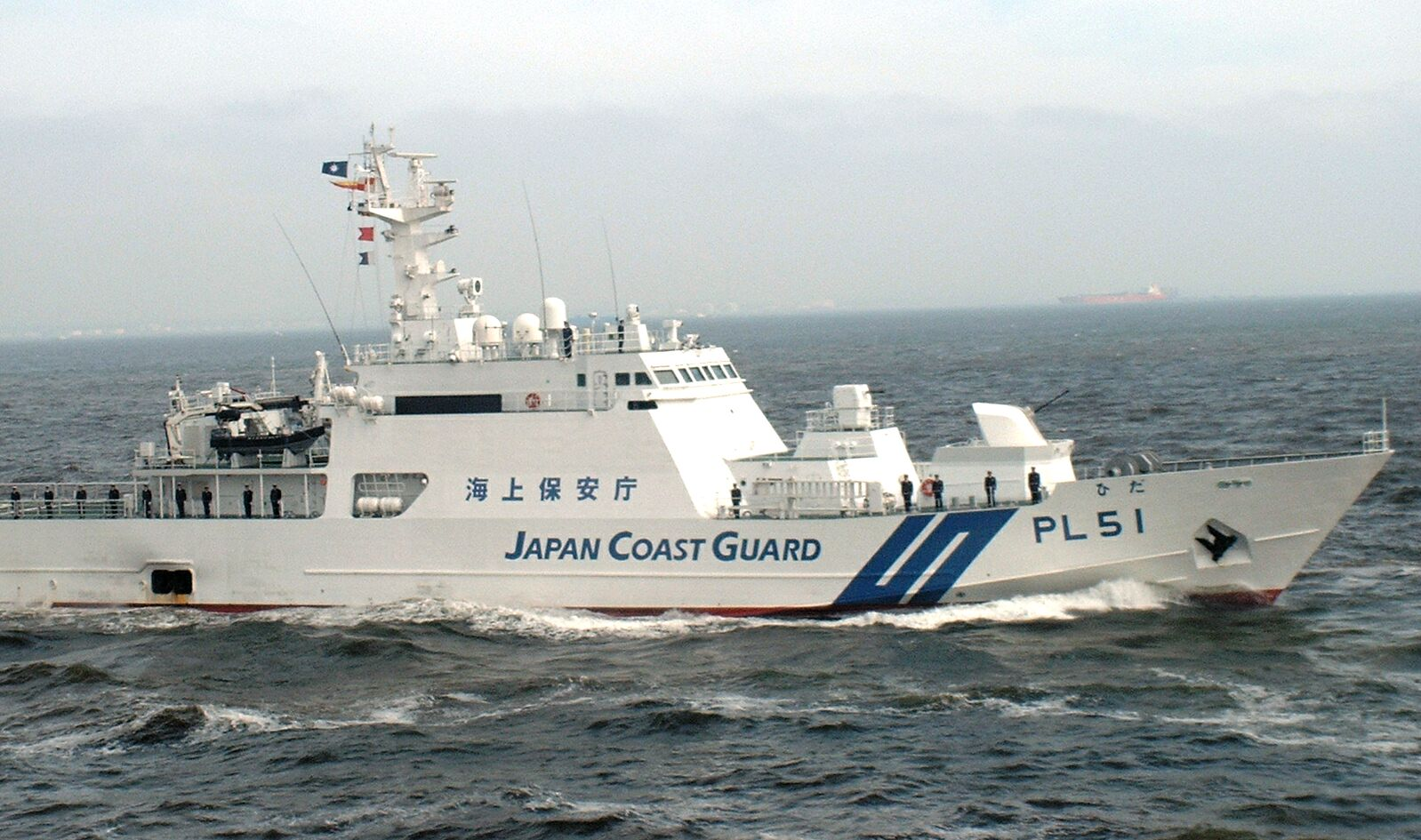
یکی از کشتی‌های گارد ساحلی ژاپن

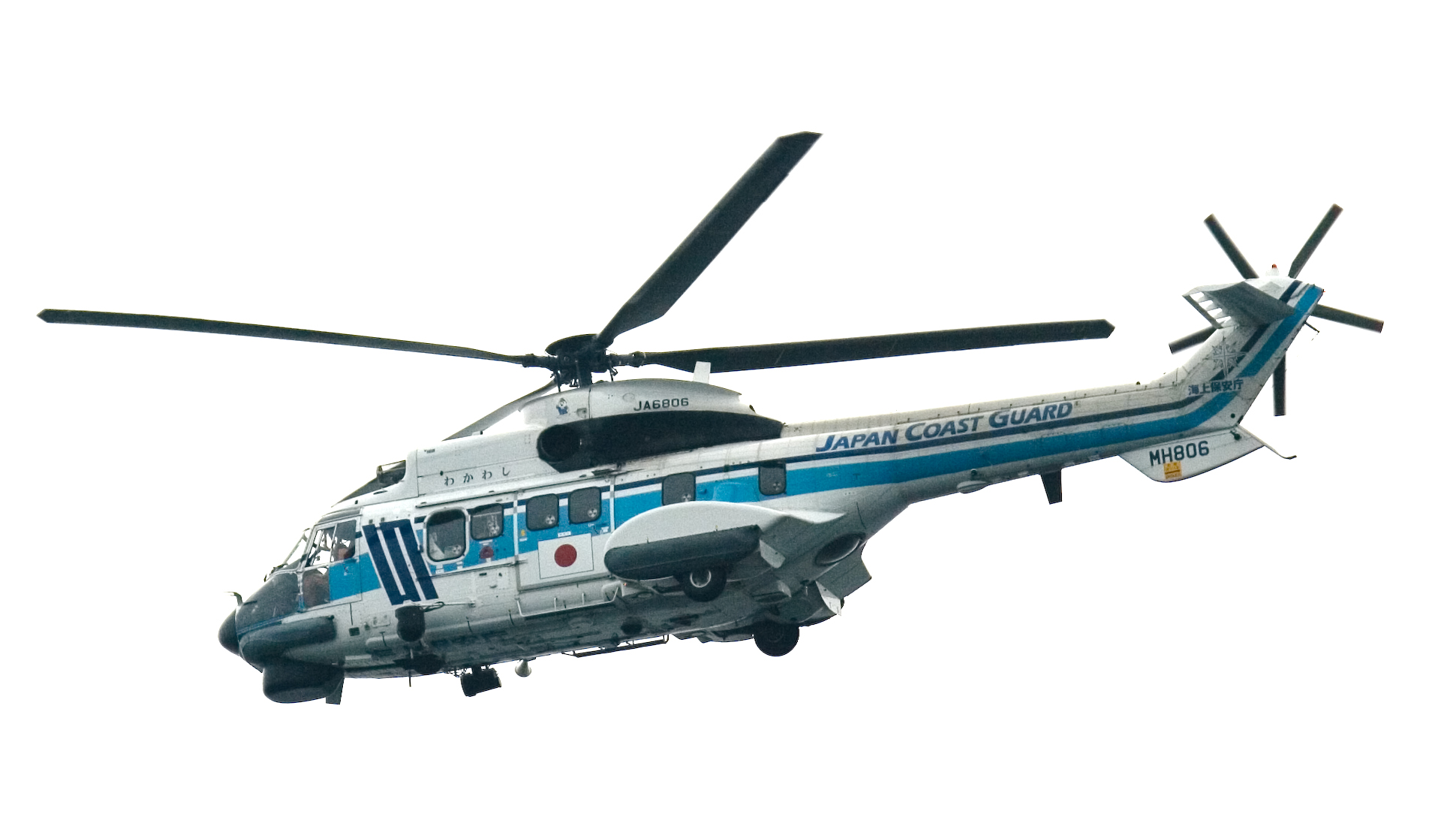
یک بالگرد سوپرپوما متعلق به گارد ساحلی ژاپن

### کشتی‌ها
گارد ساحلی ژاپن دارای ۴۵۵ واترکرافت است، شامل:
- کشتی گشتی: ۱۲۱
- کرافت گشتی: ۲۳۴
- کرافت گارد ویژه و امداد: ۶۳
- کشتی بازرسی آب: ۱۳
- کشتی‌های کمک بازرسی کشتیرانی: ۱
- راهنمای شناور: ۲
- کمک کشتیرانی: ۱۸
- قایق آموزشی: ۳

### هواپیما
گارد ساحلی ۷۳ هواگرد دارد، شامل:
- هواپیما: ۲۷
- بالگرد: ۴۶